# هوبير هاو بانكروفت
هوبير هاو بانكروفت (بالإنجليزية: Hubert Howe Bancroft)‏ هو عالم إنسان ومؤرخ أمريكي، ولد في 5 مايو 1832 في غرانفيل في الولايات المتحدة، وتوفي في 2 مارس 1918 في سان فرانسيسكو في الولايات المتحدة بسبب التهاب البريتون.

## وصلات خارجية
- هوبير هاو بانكروفت على موقع الموسوعة البريطانية (الإنجليزية)
- هوبير هاو بانكروفت على موقع إن إن دي بي (الإنجليزية)